# کریستین تولا
کریستین تولا (انگلیسی: Cristian Tula؛ زادهٔ ۲۸ ژانویهٔ ۱۹۷۸) بازیکن فوتبال اهل آرژانتین است.
از باشگاه‌هایی که در آن بازی کرده‌است می‌توان به باشگاه فوتبال ریور پلاته، باشگاه اتلتیکو ایندپندینته، باشگاه فوتبال آرسنال ساراندی، اتلتیکو ناسیونال، و باشگاه ورزشی سن لورنسو آلماگرو اشاره کرد.